# Рюдигер Абрамчик
Рюдигер Абрамчик (нім. Rüdiger Abramczik, нар. 18 лютого 1956, Гельзенкірхен) — німецький футболіст, що грав на позиції нападника. По завершенні ігрової кар'єри — футбольний тренер.
Виступав, зокрема, за клуби «Шальке 04» та «Боруссія» (Дортмунд), а також національну збірну Німеччини.
Чемпіон Болгарії. Чемпіон Латвії.

## Клубна кар'єра
У дорослому футболі дебютував 1973 року виступами за команду клубу «Шальке 04», в якій провів сім сезонів, взявши участь у 198 матчах чемпіонату. Більшість часу, проведеного у складі «Шальке», був основним гравцем атакувальної ланки команди.
Своєю грою за цю команду привернув увагу представників тренерського штабу клубу «Боруссія» (Дортмунд), до складу якого приєднався 1980 року. Відіграв за дортмундський клуб наступні три сезони своєї ігрової кар'єри. Граючи у складі «Боруссії» також здебільшого виходив на поле в основному складі команди. У складі «Боруссії» був одним з головних бомбардирів команди, маючи середню результативність на рівні 0,33 голу за гру першості.
Згодом з 1983 по 1988 рік грав у складі команд клубів «Нюрнберг», «Галатасарай», «Рот Вайс» (Обергаузен) та «Шальке 04».
Завершив професійну ігрову кар'єру у клубі «Ворматія», за команду якого виступав протягом 1988—1989 років.

## Виступи за збірну
У 1977 році дебютував в офіційних матчах у складі національної збірної Німеччини. Протягом кар'єри у національній команді, яка тривала усього 3 роки, провів у формі головної команди країни 19 матчів, забивши 2 голи.
У складі збірної був учасником чемпіонату світу 1978 року в Аргентині.

## Кар'єра тренера
Розпочав тренерську кар'єру невдовзі по завершенні кар'єри гравця, 1992 року, очоливши тренерський штаб клубу «Саарбрюкен».
В подальшому очолював команди клубів «Антальяспор», «Левскі» та «Аустрія Кернтен».
Наразі останнім місцем тренерської роботи був клуб «Металургс» (Лієпая), головним тренером команди якого Рюдигер Абрамчик був до 2010 року.

## Титули і досягнення
Гравець
- Володар Кубка Туреччини (1):

«Галатасарай»: 1984–85
Тренер
- Чемпіон Болгарії (1):

«Левскі»: 2001
- Чемпіон Латвії (1):

«Металургс» (Лієпая): 2009